# Tiroloscia montana
Tiroloscia montana is een pissebed uit de familie Philosciidae. De wetenschappelijke naam van de soort is voor het eerst geldig gepubliceerd in 1996 door Stefano Taiti & Franco Ferrara.